# 德島縣立德島商業高等學校
德島縣立德島商業高等學校是位於日本德島縣德島市城東町地區的公立高等學校。
其棒球部自在1930年代以來就是德島縣內的常勝軍，曾多次參加全國高等學校棒球錦標賽或被選入選拔高等學校棒球大會，至今已分別參加兩項賽事各約二十次。因此過去與位於四國同樣經常取得地區代表的學校愛媛縣立松山商業高等學校、香川縣立高松商業高等學校、高知市立高知商業高等學校被合稱為四國四商。

## 歷史
學校的前身為1908年成立的實業學校「德島縣立商業學校」，1948年配合日本的學制改革成為「德島縣德島商業高等學校」，但在1949年由於德島縣內的高等學校整編，一度被併入德島縣城東高等學校，成為該校的商業科，1950年又被改編入德島縣城北高等學校的商業科，最後在1952年才又獨立設置為「德島縣德島商業高等學校」，1956年在更名為現在使用的「德島縣立德島商業高等學校」。